# Bow Wow Wow
 (août 2014).
Si vous disposez d'ouvrages ou d'articles de référence ou si vous connaissez des sites web de qualité traitant du thème abordé ici, merci de compléter l'article en donnant les références utiles à sa vérifiabilité et en les liant à la section « Notes et références ».

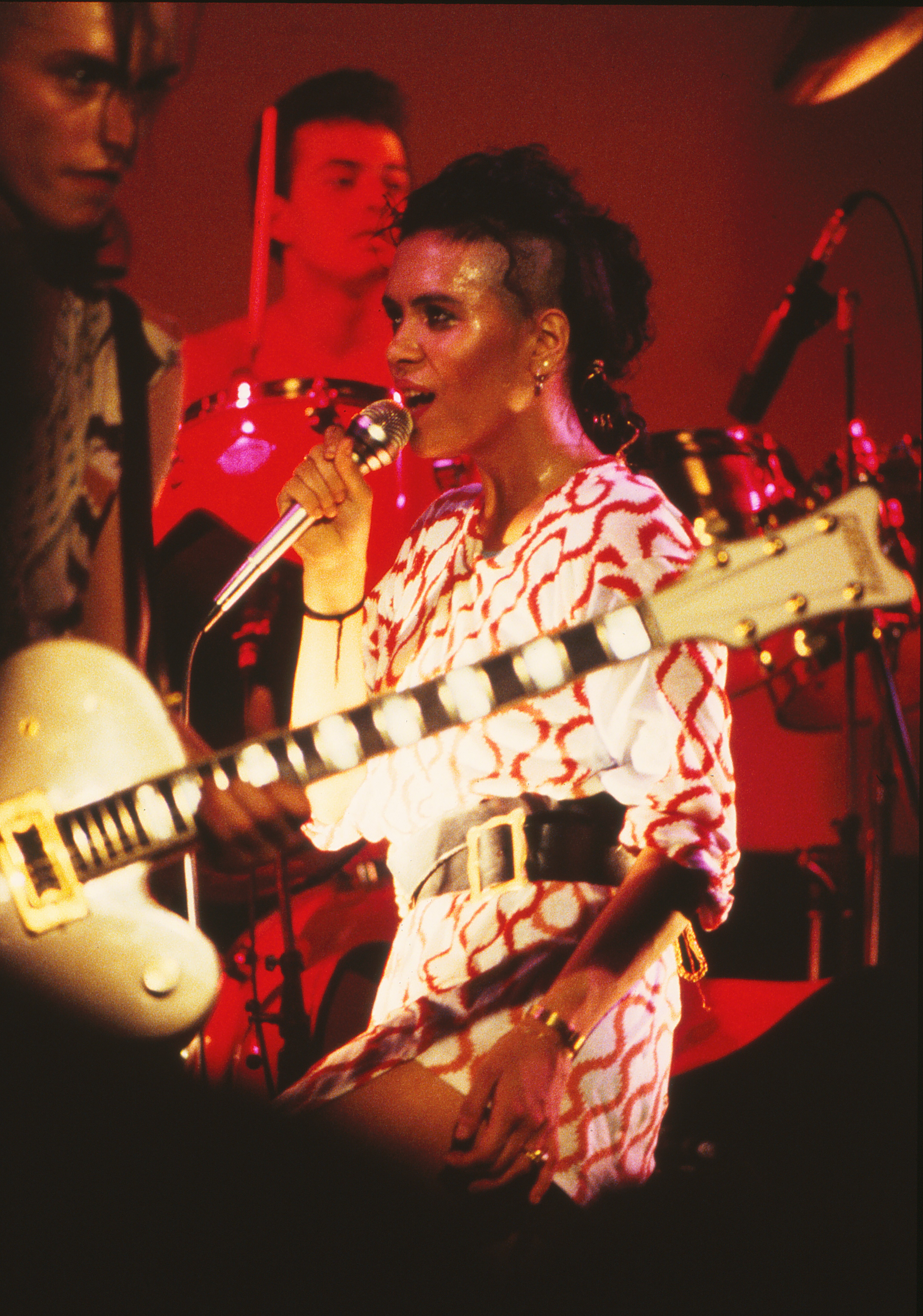
Annabella Lwin et Bow Wow Wow à Kant-Kino, Berlin, 1982.

Bow Wow Wow est un groupe de new wave britannique. Actif entre 1980 et 1983, il est composé de la chanteuse Annabella Lwin, du guitariste Matthew Ashman, du bassiste Leigh Gorman et du batteur David Barbarossa. Managé par Malcolm McLaren, Bow Wow Wow est surtout connu pour ses nombreux scandales liés au jeune âge de la chanteuse. Leur apogée eut lieu en 1982 avec la sortie des tubes Go Wild in the Country et I Want Candy.

## Biographie

### Formation
Au début de l'année 1980, le groupe Adam and the Ants fait appel à Malcolm McLaren, ancien manager des Sex Pistols, afin de dynamiser son image et lui permettre d'accéder à la célébrité. L'idée est alors de porter des costumes de pirate, surfant ainsi sur la vague des Nouveaux Romantiques, et de copier le son des percussions du Burundi. Certains vêtements sont d'ailleurs créés par la compagne de McLaren, Vivienne Westwood. Cependant, le chanteur Adam Ant est évincé du nouveau projet, qui prend alors le nom de Bow Wow Wow.
Pendant que Adam Ant relance son propre groupe avec de nouveaux membres, Bow Wow Wow recrute comme chanteuse une adolescente de treize ans, Annabella Lwin, repérée dans une blanchisserie alors qu'elle chantait du Stevie Wonder. Malcolm McLaren ne l'a pas choisie que pour sa voix, mais aussi pour son jeune âge et sa beauté exotique : Annabella Lwin a des origines birmanes. McLaren pourra ainsi insuffler le parfum de scandale qu'il a toujours aimé donner à ses groupes.

### Premiers enregistrements
Le groupe signe chez EMI et le premier scandale arrive avec la parution du single aux sonorités rap : « C30 C60 C90 Go » (n° 34) en juillet 1980. À cette époque, les maisons de disques craignent le phénomène des cassettes audio qui permettent d'enregistrer de la musique, donc, d'une certaine manière, de la pirater (d'où les costumes de pirates voulus par Malcolm McLaren). La chanson est une incitation au piratage, puisque les C30, C60 et C90 ne sont autres que les noms des cassettes en fonction de leur durée.
EMI va choisir de stopper la diffusion du single au bout de quelques semaines, par peur de voir ses propres ventes diminuer. La relation avec le groupe se fait plus difficile, tandis qu'en décembre 1980 sort un nouveau single : « Louis Quatorze » (n° 68), un titre sulfureux où il est question de sexualité entre le Roi Soleil et la jeune adolescente. C'est aussi la sortie de leur premier album, Your Cassette Pet (n° 58), qui ne sortira que sur format cassette. Une décision voulue contre le monopole du vinyle. Cette cassette était vendue dans un étui imitant les paquets de cigarettes.
En février 1981, le groupe recrute George O'Dowd (Boy George) et le surnomme « Lieutenant Lush ». Mais celui-ci quitte le groupe après seulement deux mois à cause d'une mésentente constante ; peu de temps après, il fondera le groupe Culture Club.

### Nouvelle maison de disque
Les méventes du single et de l'album liés à l'éviction de leur premier titre amènent les membres de Bow Wow Wow à saccager les bureaux de leur maison de disques, EMI, qui sortira leur dernier single en mars 1981, « Work » (n° 62), un nouvel échec. Entre-temps, Adam & the Ants est devenu l'un des groupes les plus populaires en Angleterre, avec les mêmes formules que Bow Wow Wow — percussions tribales et vêtements de pirate —, ce qui laisse le groupe rival dans l'ombre et réussit à le faire passer pour une pâle copie.
Désormais signé chez RCA, Bow Wow Wow va progressivement abandonner le rap des débuts pour se calquer sur Adam & the Ants, en tentant de le battre sur son propre terrain. En août 1981, le single « Prince of Darkness » (n° 58) ne parvient toujours pas à conquérir le public. Malcolm McLaren prépare alors un nouveau scandale qui fera date. Passionné de peinture, le batteur David Barbarossa avait été fasciné par un tableau d'Édouard Manet datant de 1863, Le Déjeuner sur l'herbe, où une femme pose nue entourée de trois hommes habillés. La décision est prise, avec Malcolm McLaren, de reproduire ce tableau en photographie pour la pochette du nouvel album. Âgée maintenant de quatorze ans, Annabella Lwin pose donc, nue, aux côtés des trois membres masculins du groupe. La pochette fera scandale et sera censurée dans de nombreux pays, mais ce coup médiatique se révèle payant : avec son titre interminable, l'album See Jungle ! See Jungle ! Go Join Your Gang, Yeah. City All Over ! Go Ape Crazy (n° 26) sort en octobre 1981, et c'est un honnête succès qui permet au groupe de sortir de l'ombre.
En revanche, il manque toujours un tube. On pense le tenir avec « Chihuahua » (n° 51) en novembre 1981, chanson dans laquelle Annabella Lwin se perçoit comme un jeune chiot faisant ses premiers aboiements. Pourtant prometteur, le titre est, encore une fois, un échec commercial. Bow Wow Wow va alors choisir de se distinguer, du moins visuellement, de son rival Adam & the Ants : Annabella Lwin se rase la tête pour adopter une crête de Mohican et un look d'Indienne. Il est amusant de noter qu'Adam Ant optera, au même moment, pour un look de cow-boy.

### Premier succès
Le premier véritable succès du groupe intervient en janvier 1982 avec le single « Go Wild in the Country » (n° 7), un morceau moins provocant, plus festif, et qui va trouver son public. Au même moment, Adam & the Ants se sépare, marquant les débuts en solo du chanteur Adam Ant. Le 19 avril 1982, Bow Wow Wow effectue la première partie de Queen au Palais des Sports de Paris. En mai 1982, le dernier extrait de l'album, « See Jungle ! » (n° 45), dans la même veine que le précédent, manque sa cible.
Pour relancer l'intérêt autour du groupe, Malcolm McLaren va prévoir un énième scandale. Annabella Lwin, du haut de ses quinze ans, posera nue à plusieurs reprises en juin 1982, pour une compilation et un nouveau single qui portent le même titre : I Want Candy (n° 9), une reprise de 1965. Nouveau coup médiatique, nouveau succès. Sur la pochette du single, la jeune adolescente apparaît nue, couchée sur une console de mixage, vêtue d'une fine couverture presque transparente. Mais ces frasques ne sont qu'un feu de paille et ne permettront jamais de pérenniser le succès de Bow Wow Wow.
La fin de l'année est consacrée à la sortie d'anciens singles de leurs débuts, en 1980. « Louis Quatorze » (n° 66) retrouve le chemin des charts en juillet, avec une pochette d'un goût douteux où Annabella Lwin se retrouve dans une position sexuelle très suggestive. Mais cette fois, cela n'a aucun effet sur les ventes. Puis c'est le tour de « Fools Rush In » en septembre, qui passe totalement inaperçu, pour ce qui est considéré sans aucun doute comme l'un de leurs meilleurs titres.
En 1983, après une tournée américaine épuisante, le groupe retrouve le chemin des studios et, cette fois, il n'est plus question de choquer l'opinion publique en jouant sur une sexualité suggérée et la minorité de la chanteuse. C'est un groupe plus calme et posé qui revient en mars 1983 avec le single « Do You Wanna Hold Me ? » (n° 47), une critique virulente des États-Unis qui dévoile une autre facette de Bow Wow Wow et se révèle l'un de leurs morceaux les plus intéressants.

### Dissolution
L'heure de gloire du groupe est passée. Le troisième album, When the Going Gets Tough, the Tough Get Going, est un échec cuisant, tout comme le deuxième extrait, « The Man Mountain ». Avec la fatigue de la tournée, la chute des ventes et des tensions internes, le groupe éclate : les trois membres prennent la décision de fonder un nouveau groupe, Chiefs of Relief, mais sans la chanteuse Annabella Lwin, qui continuera une carrière solo beaucoup plus discrète.
Le 21 novembre 1995, le guitariste Matthew Ashman meurt du diabète, à l'âge de 35 ans. Bow Wow Wow va se reformer en 1997, uniquement avec Leigh Gorman et Annabella Lwin, pour une série de concerts. Le groupe est de nouveau actif à une époque plus récente, même si aucun album n'est prévu. En 2010, à la date-anniversaire du décès de Matthew Ashman, un concert voulu par Adam Ant est donné en son hommage, avec la présence de Bow Wow Wow.
Enfin, le groupe a connu un léger regain d'intérêt avec sa participation massive à la bande-originale du film Marie-Antoinette de Sofia Coppola, sorti en mai 2006. On y trouve les titres suivants : « Fools Rush In » (1980), « I Want Candy » (1982) et « Aphrodisiac » (1983).

### Albums
| Année | Titre                                                                           | Charts UK |
| ----- | ------------------------------------------------------------------------------- | --------- |
| 1980  | Your cassette pet                                                               | 58        |
| 1981  | See jungle ! See jungle ! Go join your gang, yeah. City all over ! Go ape crazy | 26        |
| 1982  | I Want Candy (album) (en)                                                       |           |
| 1983  | When the going gets tough, the tough get going                                  | ...       |

### Singles
| Année | Titre                  | Charts UK | Album                           |
| ----- | ---------------------- | --------- | ------------------------------- |
| 1980  | C30 C60 C90 go         | 34        | ...                             |
| 1980  | Louis Quatorze         | 68        | Your cassette pet               |
| 1981  | Work                   | 62        | ...                             |
| 1981  | Prince of darkness     | 58        | See jungle ! See jungle ! (...) |
| 1981  | Chihuahua              | 51        | See jungle ! See jungle ! (...) |
| 1982  | Go wild in the country | 7         | See jungle ! See jungle ! (...) |
| 1982  | See jungle !           | 45        | See jungle ! See jungle ! (...) |
| 1982  | I want Candy           | 9         | ...                             |
| 1982  | Louis Quatorze         | 66        | Your cassette pet               |
| 1982  | Fools rush in          | ...       | Your cassette pet               |
| 1983  | Do you wanna hold me ? | 47        | When the going gets tough (...) |
| 1983  | The man mountain       | ...       | When the going gets tough (...) |
| 1982  | Mile high club         |           | i want candy                    |
| 1982  | Uomo sex al apache     |           | i want candy                    |